# Раймон-Гильом (виконт Суля)

Виконтство Суль на карте Гаскони

Раймон-Гильом по прозвищу «Саламас» (Raymond-Guillaume «Salamace») (ум. 1084). — виконт Суля и части Лаведана.
В 1058 году жители Суля убили вторгшегося в их землю виконта Беарна Сантюля IV, устроив ему засаду. Опасаясь мести, Саламас решил укрыться в Лаведане. Епископ Олорона Этьен де Лаведан пропустил его через свою территорию при условии, что Суль из епархии Дакса перейдёт в диоцез Олорона. Когда клирики и прихожане воспротивились, он пообещал, что следующим епископом Олорона будет избран сын Саламаса Арно-Раймон. Однако когда в 1070 году Этьен де Лаведан умер, его сменил папский легат Амат. Арно-Раймон де Суль в 1058 году был ещё ребёнком, и возможно, что он, когда вырос, не захотел стать священником.
В 1078 году Саламас и виконт Беарна Сантюль V заключили мирный договор.
Имя и происхождение жены не выяснены. Сыновья:
- Гильом-Раймон, виконт Суля.
- Арно-Раймон де Суль — предназначался для духовной карьеры, но отказался принять священнический сан и женился.